# Rhynchozoon triangulare
Rhynchozoon triangulare är en mossdjursart som beskrevs av Harmer 1957. Rhynchozoon triangulare ingår i släktet Rhynchozoon och familjen Phidoloporidae. Inga underarter finns listade i Catalogue of Life.